# Camilla Zamek
Camilla Zamek (ur. w 1987 roku) – szwedzka prezenterka programów Hallå P3 Sommar (od 2009 roku) i Blind Date i P3 w szwedzkim radio Sveriges Radio.

## Kariera
Camilla Zamek jest prezenterką programów Hallå P3 Sommar (od 2009 roku) i Blind Date i P3 w szwedzkim radio Sveriges Radio. W 2007 roku pojawiła się na antenie TNT7 w programie rozrywkowym, gdzie poznała Basshuntera.
W 2007 roku Basshunter nagrał o Camilli Zamek utwór w języku szwedzkim – "Camilla". W 2008 roku utwór został przetłumaczony na język angielski i wydany na drugim studyjnym albumie Basshuntera – Now You’re Gone – The Album. W 2009 roku zmieniona wersja szwedzkiej wersji "Camilla" została wydana jako dodatek "Camilla" (Swedish Version) na trzecim albumie studyjnym Basshuntera – Bass Generation.